# Leonid Koschara

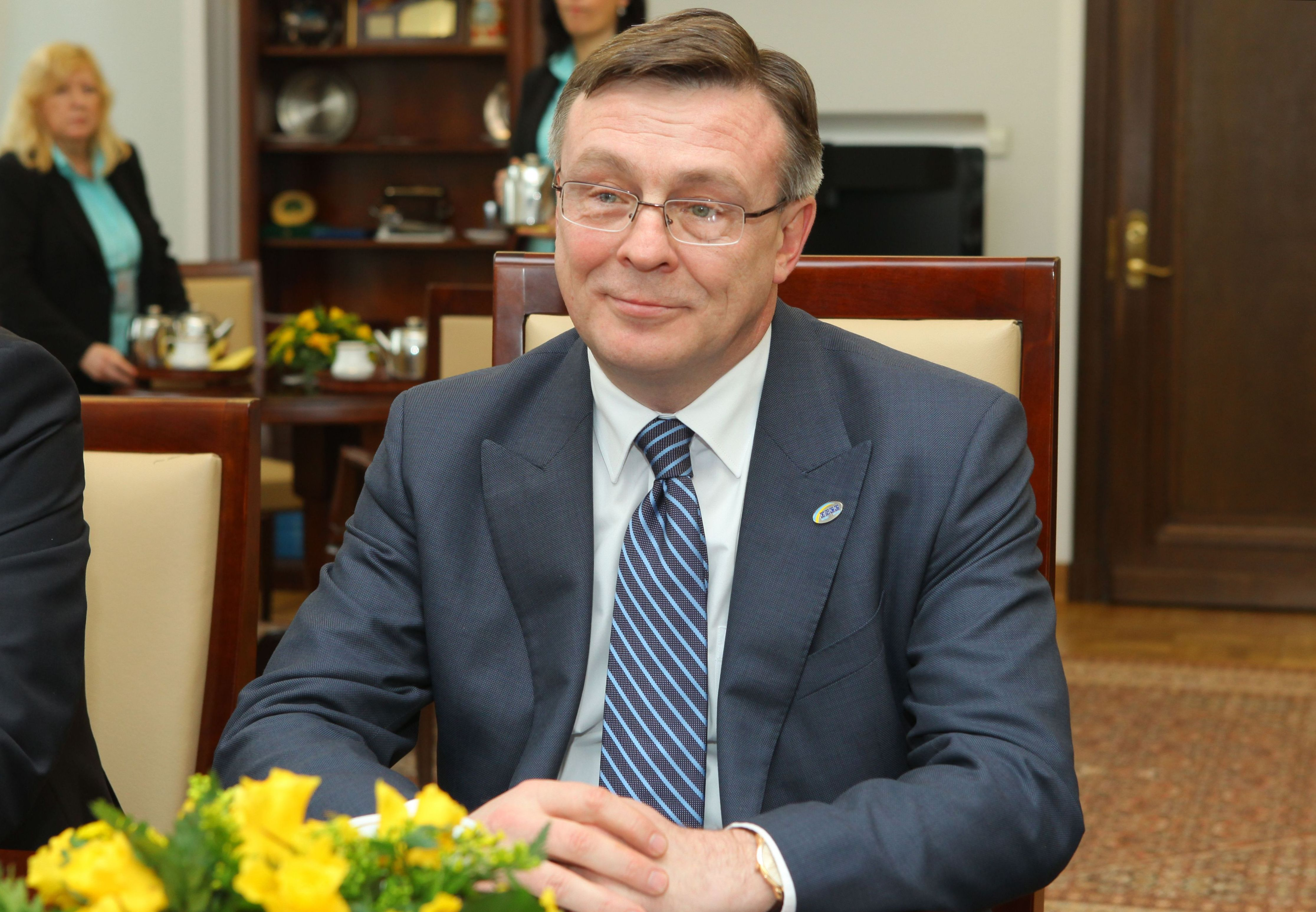
Leonid Koschara (2013)

Leonid Oleksandrowytsch Koschara (ukrainisch Леонід Олександрович Кожара; russisch Леонид Александрович Кожара; * 14. Januar 1963 in Poltawa, Ukrainische SSR) ist ein ukrainischer Diplomat und Politiker. Vom 24. Dezember 2012 bis zum 23. Februar 2014 war er Außenminister der Ukraine.

## Beruflicher Werdegang
Koschara studierte zunächst internationales Recht an der Taras-Schewtschenko-Universität in Kiew. Von 1985 bis 1990 studierte er internationale Beziehungen an der Hochschule des ZK der Kommunistischen Partei der Ukraine.
Nachdem Koschara von 1992 bis 1994 zunächst in der Präsidialverwaltung der Ukraine tätig gewesen war, war er von 1994 bis 1997 Sekretär an der ukrainischen Botschaft in den USA, anschließend hatte er die Funktion des stellvertretenden Leiters der Abteilung für Auswärtige Politik in der Präsidialverwaltung inne. Von 2002 bis 2004 war Koschara ukrainischer Botschafter in Schweden. Nach seiner Rückkehr aus Schweden nahm er wieder seine vorherige Funktion in der Präsidialverwaltung ein.
Seit 2006 war Koschara Abgeordneter der Werchowna Rada und Mitglied der außenpolitischen Kommission des Parlaments. Seit März 2010 war er einer der außenpolitischen Berater von Präsident Wiktor Janukowytsch. Bei der Neubildung der ukrainischen Regierung nach den Parlamentswahlen 2012 wurde Koschara am 24. Dezember 2012 zum neuen Außenminister des Landes ernannt, er war in diesem Amt Nachfolger von Kostjantyn Hryschtschenko.
Seine Amtszeit endete am 23. Februar 2014 auf Parlamentsbeschluss, nachdem Präsident Janukowytsch zuvor durch die Proteste des Euromaidan gestürzt worden war.
Am 25. März 2020 wurde Koschara unter dem Verdacht des Mordes an dem Geschäftsmann Serhij Staryzkyj festgenommen.